# 隔壁親家 (音樂劇)
《隔壁親家》（英語：My Dear Next Door）是音樂時代劇場的音樂劇，改編自廖風德（筆名廖蕾夫）同名小說，2009年8月14日-16日在台灣台北國家戲劇院首演。
本劇由楊忠衡擔任藝術總監與編劇，冉天豪作曲與編曲，劇本改編韓豈杰，作詞為王友輝、澎恰恰、楊忠衡，導演曾慧誠。其他創作人員還有伍錦濤（舞蹈設計）、黃廉棨（舞台設計）、林恒正（服裝設計）、魏世芬（歌唱詮釋指導）。楊忠衡以本劇〈夾在書頁的信〉入圍第21屆金曲獎「最佳作詞人獎」。
《隔壁親家》是音樂時代劇場製作第二部以台灣為題材的音樂劇。第一部是《四月望雨》，第三部是《渭水春風》。

## 曲目表
第一幕
- 天公伯我問你（石龍伯）
- 丟丟銅／宜蘭酒令／歹所在住一世人（石龍仔、粗皮仔、眾村民）
- 冤家相堵（石龍伯、粗皮雄、天賜、天保、天養、招治、迎治、連治）
- 天公伯我問你（粗皮雄）
- 命運的一條線（天賜、招治）
- 一半的世界，圓滿的未來（招治、鄧國恩）
- 咱作陣來去台北（天保、迎治）
- 夢碎的悲哀（迎治）
- 管路
- 美夢變破網（天保、迎治）
- 阿兜仔保庇水底寮（村長、眾村民、粗皮雄、石龍伯）

第二幕
- 歡歡喜喜來辦桌（眾村民、粗皮雄）
- 夾在書頁的信（天養、連治）
- 尊嚴與卑微（石龍伯）
- 拆毀的記憶（粗皮雄）
- 盟誓（石龍伯、粗皮雄、天養、連治）
- 不回頭的牛（天養）
- 緊來去找伴（何雅郎、眾青少年）
- 夾在書頁的信（天養、連治）
- 命運的一條線（石龍仔、粗皮仔、石龍伯、粗皮雄、眾村民）

## 演出時間與主要演員
- 2013年11月22日-12月15日演出20場（台北南海劇場）

石龍伯：澎恰恰　飾／粗皮雄：許效舜　飾／石天保：程伯仁　飾／石天養：江翊睿　飾／李迎治：林姿吟　飾／李連治：鍾筱丹／李招治：張仰瑄　飾／石天賜：曾志遠   飾
- 2013年1月5日-6日（嘉義市政府文化局音樂廳 ）

石龍伯：澎恰恰　飾／粗皮雄：許效舜　飾／石天保：程伯仁　飾／石天養：江翊睿　飾／李招治：張世珮　飾／李迎治：林姿吟　飾／李連治：鍾筱丹　飾／石天賜：曾志遠　飾／流浪舞蹈劇場
- 2012年12月28日-29日（台中中山堂）

石龍伯：澎恰恰　飾／粗皮雄：許效舜　飾／石天保：程伯仁　飾／石天養：江翊睿　飾／李招治：張世珮　飾／李迎治：林姿吟　飾／李連治：鍾筱丹　飾／石天賜：曾志遠　飾／流浪舞蹈劇場
- 2012年11月10日-11日（新竹市文化局演藝廳）

石龍伯：澎恰恰　飾／粗皮雄：許效舜　飾／石天保：程伯仁　飾／石天養：江翊睿　飾／李招治：張世珮　飾／李迎治：林姿吟　飾／李連治：鍾筱丹　飾／石天賜：曾志遠　飾／流浪舞蹈劇場
- 2011年6月17日-18日（台中中山堂）

石龍伯：澎恰恰　飾／粗皮雄：許效舜　飾／李迎治：洪瑞襄　飾／石天保：程伯仁　飾／石天養：江翊睿　飾／李招治：張世珮　飾／李連治：鍾筱丹　飾／石天賜：謝怡安　飾／流浪舞蹈劇場
- 2011年4月15日-17日（台北國父紀念館）

石龍伯：澎恰恰　飾／粗皮雄：許效舜　飾／李迎治：洪瑞襄　飾／石天保：程伯仁　飾／石天養：江翊睿　飾／李招治：張世珮　飾／李連治：鍾筱丹　飾／石天賜：謝怡安　飾／流浪舞蹈劇場
- 2010年1月29日-31日（台北國父紀念館）

石龍伯：澎恰恰　飾／粗皮雄：許效舜　飾／李迎治：洪瑞襄　飾／石天保：程伯仁　飾／石天養：江翊睿　飾／李招治：張世珮　飾／李連治：鍾筱丹　飾／石天賜：謝怡安　飾／流浪舞蹈劇場
- 2009年12月25日-26日（高雄市立文化中心至德堂）

石龍伯：澎恰恰　飾／粗皮雄：許效舜　飾／李迎治：洪瑞襄　飾／石天保：程伯仁　飾／石天養：江翊睿　飾／李招治：張世珮　飾／李連治：鍾筱丹　飾／石天賜：謝怡安　飾／流浪舞蹈劇場
- 2009年8月14日-16日（台北國家戲劇院）

石龍伯：澎恰恰　飾／粗皮雄：許效舜　飾／李迎治：洪瑞襄　飾／石天保：程伯仁　飾／石天養：江翊睿　飾／李招治：張世珮　飾／李連治：鍾筱丹　飾／石天賜：謝怡安　飾／流浪舞蹈劇場

## 外部連結
- 《隔壁親家》官方網站
- 「音樂時代劇場」官方網站